# Museu de Rafah
El Museu de Rafah (àrab: متحف رفح, Matḥaf Rafaḥ) és un museu establert el desembre de 2022 al sud de la ciutat de Rafah, a la Franja de Gaza, Palestina. Va ser fundat per Laila Shaheen, que té un doctorat en estudis educatius de l'Institut de Recerca Àrab de la Lliga dels Estats Àrabs al Caire i un doctorat en tecnologia de l'educació artística de la Universitat de Helwan, a Egipte. Es van dur a terme inauguracions, exposicions i celebracions patrimonials al museu per commemorar el Dia de la Terra i el Dia Internacional de la Dona.

## Col·leccions
El museu contenia objectes relacionats amb el patrimoni palestí, maniquins, documents judicials antics, documents històrics, roba tradicional, eines, brodats palestins, estris de llautó i eines agrícoles antigues.
El museu també va exposar pedres precioses rares, passaports antics, segells postals, documents il·lustrats sobre l'antiga Palestina, tocats de dones palestines, cistelles i un sedàs antic.

## Destrucció
El museu va ser bombardejat el 2023 per la Força Aèria Israeliana en resposta a l'Operació Inundació d'Al-Aqsa. Shaheen va dir després del bombardeig: 
Cap arbre, cap pedra, cap ésser humà, cap animal, cap patrimoni no està segur aquí, els tresors de la meva vida i del meu treball, els vestits, les pedres precioses, les monedes antigues, els documents, els tresors de la meva vida han desaparegut. Aquesta és la nostra condició, aquesta és la condició del poble palestí, que Déu ens ajudi.